# Cisto sebáceo

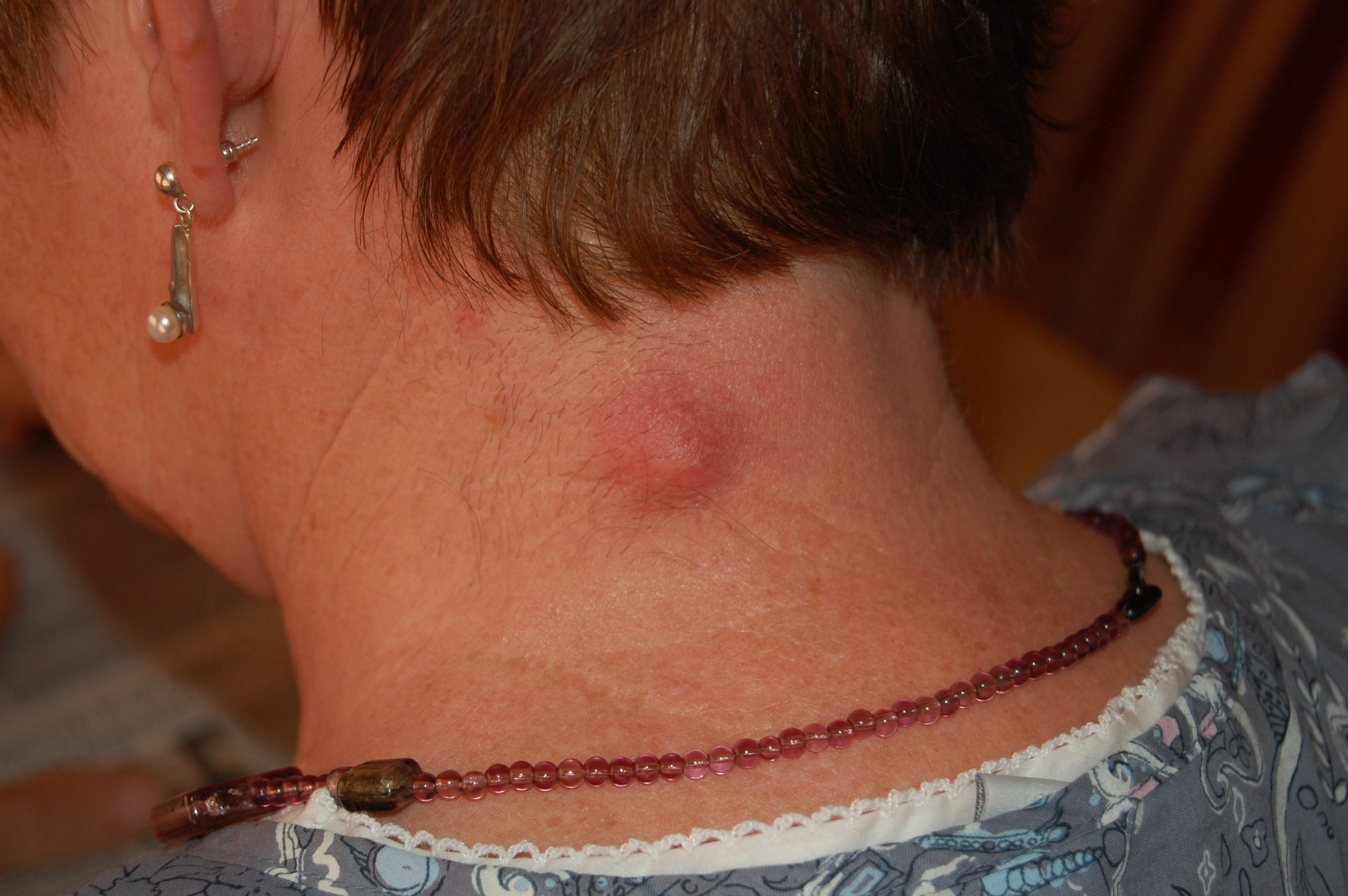
Cisto sebáceo no pescoço.

Um cisto sebáceo, mais adequadamente chamado de cisto epidérmico, é um caroço fechado abaixo da superfície da pele, preenchido com material branco, semissólido e de odor forte, sendo chamado de sebum. O cisto epidérmico é macio ao toque, de tamanho variado e geralmente de formato redondo. Trauma na pele ou dos folículos cutâneos podem causar o cisto.
Algumas fontes afirmam que um cisto sebáceo deveria ser definido não pelo conteúdo do cisto (sebum), mas pela sua origem (glândulas sebáceas). Como um cisto epidérmico origina-se na epiderme, enquanto outros tipos de cisto originam-se nos folículos pilosos, nenhum dos dois deveriam ser chamados de cisto sebáceo. Porém, na prática, esses dois tipos de cistos também são denominados cistos sebáceos, devido ao seu conteúdo (sebum). O cisto sebáceo stricto sensu, relacionado com a glândula sebácea, é uma condição rara.
Pode acometer qualquer segmento da pele e semimucosas. O cisto sebáceo não é canceroso (maligno). Geralmente requer tratamento médico quando apresenta crescimento ou quando se torna infectado. A excisão do cisto (cirurgia) é um procedimento relativamente simples e é curativo.
Se o cisto sebáceo é menor do que 1 cm, existe um tratamento não-cirúrgico que é efetivo: consiste em colocar diretamente sobre o cisto uma bolsa de água quente (na temperatura da água de banho) por 15 a 30 minutos, duas vezes por dia, durante 10 dias. O cisto diminuirá gradualmente até desaparecer (embora ele possa retornar em alguns casos). Este método funciona porque o calor derrete o material "gorduroso" (sebum) dentro do cisto, transformando-o aos poucos em pequenas quantidades de um fluido oleoso, o que facilita sua reabsorção e processamento pelo organismo.
Nunca se deve espremer um cisto sebáceo, pois pode romper a bolsa em que ele se encontra, podendo provocar uma infecção e abrindo mais espaço para o cisto crescer.
Apresenta vários diagnósticos diferenciais como outros cistos, tumores benignos e malignos - sendo assim, é fundamental uma consulta médica para avaliar adequadamente a doença e tratamento.